# 별내선
별내선(別內線)은 대한민국 서울특별시 강동구의 암사역과 경기도 남양주시의 별내역을 이은 광역철도 노선이다. 수도권 동북부 지역 택지개발로 인한 만성적 교통정체 해소의 일환으로 서울특별시와 경기도가 공동으로 추진한 노선으로, 2024년 8월 10일에 개통되었다.

## 연혁
- 2015년 10월 6일: 착공
- 2021년 6월 27일: 한강 하저터널 구간 개통[2]
- 2023년 6월 28일: 철도종합시험운행[3]
- 2024년 8월 10일: 암사~별내 구간 개통

## 연장 계획
2020년 12월 30일 국토교통부에서 3기 신도시 광역교통개선대책의 일환으로, 추후 수도권 전철 8호선의 종착지가 ● 수도권 전철 4호선 별내별가람으로 연장될 개통 예정이다. 공사 비용은 약 900억 원이라고 한다. 타당성 조사를 통과하면 이 계획은 최종 확정된다. 남양주시의 노력으로 2021년 11월 중간역인 별내중앙 포함한 노선으로 예비타당성조사에 회부했다.
그 외에 의정부시에서 탑석이나 경원선 역까지 연장을 추진 중이며 제4차 국가철도망 구축계획의 추가검토노선에 반영되었다.

## 역 목록
| 역 번호                        | 역명         | 역명              | 역명         | 접속 노선                 | 역간 거리 | 누적 거리 | 소재지         | 소재지   |
| 역 번호                        | 한글         | 로마자            | 한자         | 접속 노선                 | 역간 거리 | 누적 거리 | 소재지         | 소재지   |
| ------------------------------ | ------------ | ----------------- | ------------ | ------------------------- | --------- | --------- | -------------- | -------- |
| 804                            | 별내         | Byeollae          | 別內         | ● 수도권 전철 경춘선      | 0.0       | 0.0       | 경 기 도       | 남양주시 |
| 805                            | 다산         | Dasan             | 茶山         |                           | 3.1       | 3.1       | 경 기 도       | 남양주시 |
| 806                            | 동구릉       | Donggureung       | 東九陵       |                           | 1.8       | 4.9       | 경 기 도       | 구리시   |
| 807                            | 구리         | Guri              | 九里         | ● 수도권 전철 경의·중앙선 | 1.2       | 6.1       | 경 기 도       | 구리시   |
| 808                            | 장자호수공원 | Jangja Lake Park  | 長者湖水公園 |                           | 1.8       | 7.9       | 경 기 도       | 구리시   |
| 809                            | 암사역사공원 | Amsa History Park | 岩寺歷史公園 |                           | 3.5       | 11.4      | 서 울 특 별 시 | 강동구   |
| 810                            | 암사         | Amsa              | 岩寺         |                           | 1.1       | 12.5      | 서 울 특 별 시 | 강동구   |
| ↓서울 지하철 8호선 암사역 방면 |              |                   |              |                           |           |           |                |          |